# Liste der Flughäfen in Sri Lanka
Sri Lanka verfügt über mehrere internationale sowie Regionalflughäfen. In der folgenden Liste der Flughäfen in Sri Lanka sind diese aufgeführt.

## Flughäfen
Regelmäßige kommerzielle Flüge gibt es nur von den internationalen Flughäfen und den Flughäfen für Inlandsflüge (soweit nicht anders gekennzeichnet). Viele dieser Flugplätze werden auch von der sri-lankischen Luftwaffe genutzt. Einige Flughäfen wurden als „internationale Flughäfen“ designiert, obwohl bislang oder derzeit (Stand 2020) dort kein internationaler Flugverkehr stattfindet. Zentrale Aufsichtsbehörde ist die Zivilluftfahrtbehörde Sri Lankas (Civil Aviation Authority of Sri Lanka, CAASL).
| Name                           | Name (englisch/singhalesisch/Tamil)                                                        | Ort                                       | ICAO | IATA |
| ------------------------------ | ------------------------------------------------------------------------------------------ | ----------------------------------------- | ---- | ---- |
|                                |                                                                                            |                                           |      |      |
| Internationale Flughäfen       |                                                                                            |                                           |      |      |
| Flughafen Batticaloa           | Batticaloa International Airport මඩකලපුව ජාත්‍යන්තර ගුවන්තොටුපළ மட்டக்களப்பு சர்வதேச விமான நிலையம்              | Batticaloa, Ostprovinz                    | VCCB | BTC  |
| Flughafen Colombo-Bandaranaike | Bandaranaike International Airport බණ්ඩාරනායක ජාත්‍යන්තර ගුවන්තොටුපළ பண்டாரநாயக்க சர்வதேச விமான நிலையம்           | Katunayake Gampaha, Westprovinz           | VCBI | CMB  |
| Flughafen Ratmalana            | Ratmalana International Airport රත්මලාන ජාත්‍යන්තර ගුවන්තොටුපළ இரத்மலானை சர்வதேச விமான நிலையம்                  | Ratmalana, Distrikt Colombo, Westprovinz  | VCCC | RML  |
| Flughafen Mattala Rajapaksa    | Mattala Rajapaksa International Airport මත්තල රාජපක්ෂ ජාත්‍යන්තර ගුවන්තොටුපළ மத்தள ராஜபக்ச சர்வதேச விமான நிலையம் | Hambantota, Südprovinz                    | VCRI | HRI  |
| Flughafen Jaffna               | Jaffna International Airport யாழ்ப்பாணம் சர்வதேச விமான நிலையம் යාපනය ජාත්‍යන්තර ගුවන්තොටුපළ                      | Jaffna, Nordprovinz                       | VCCJ | JAF  |
| Inlands-Flughäfen              |                                                                                            |                                           |      |      |
| Flughafen Ampara               | Ampara Airport අම්පාර ගුවන්තොටුපළ அம்பாறை விமான நிலையம்                                                  | Ampara, Ostprovinz                        | VCCG | ADP  |
| Flughafen Anuradhapura         | Anuradhapura Airport අනුරාධපුර ගුවන්තොටුපළ அனுராதபுரம் விமான நிலையம்                                       | Anuradhapura, Nord-Zentralprovinz         | VCCA | ACJ  |
| Flughafen Sigiriya             | Sigiriya Airport                                                                           | Dambulla, Zentralprovinz                  | VCCS | GIU  |
| Flughafen Koggala              | Koggala Airport කොග්ගල ගුවන්තොටුපළ                                                               | Galle, Südprovinz                         | VCCK | KCT  |
| Flughafen Weerawila            | Weerawila Airport වීරවිල ගුවන්තොටුපළ வீரவில விமான நிலையம்                                               | Distrikt Hambantota, Südprovinz           | VCCW | WRZ  |
| Flughafen Katukurunda          | Katukurunda Airport කටුකුරුන්ද ගුවන්තොටුපළ                                                         | Kalutara, Westprovinz                     | VCCN | KTY  |
| Flughafen Kandy (geplant)      | Kandy Airport                                                                              | Kandy, Zentralprovinz                     |      |      |
| Flughafen Iranamadu            | Iranamadu Airport இரணைமடு விமான நிலையம் ඉරණමඩුව ගුවන්තොටුපළ                                            | Kilinochchi, Nordprovinz                  |      |      |
| Flughafen Hingurakgoda Airport | Hingurakgoda Airport හිඟුරක්ගොඩ ගුවන්තොටුපළ                                                        | Distrikt Polonnaruwa, Nord-Zentralprovinz | VCCH | HIM  |
| Flughafen Palavi               | Palavi Airport                                                                             | Puttalam, Nordwestprovinz                 |      |      |
| Flughafen China Bay            | China Bay Airport චීන වරාය ගුවන්තොටුපළ சீனக்குடா விமான நிலையம்                                            | nahe Trincomalee, Ostprovinz              | VCCT | TRR  |
| Flughafen Vavuniya             | Vavuniya Airport වවුනියාව ගුවන්තොටුපළ வவுனியா விமான நிலையம்                                               | Vavuniya, Nordprovinz                     | VCCV |      |

Neben den oben aufgeführten Flughäfen und Flugplätzen auf dem Land gibt es eine Reihe von Lande- und Startplätzen für Wasserflugzeuge.